# 리애넌 피시
리애넌 피시(영어: Rhiannon Fish, 1991년 3월 14일 ~ )는 오스트레일리아, 캐나다의 배우이다.

## 출연 작품
- 아큐페이션 (2018)